# Ganoderma puglisii
Ganoderma puglisii är en svampart som beskrevs av Steyaert 1972. Ganoderma puglisii ingår i släktet Ganoderma och familjen Ganodermataceae.   Inga underarter finns listade i Catalogue of Life.